# 伯格森峰

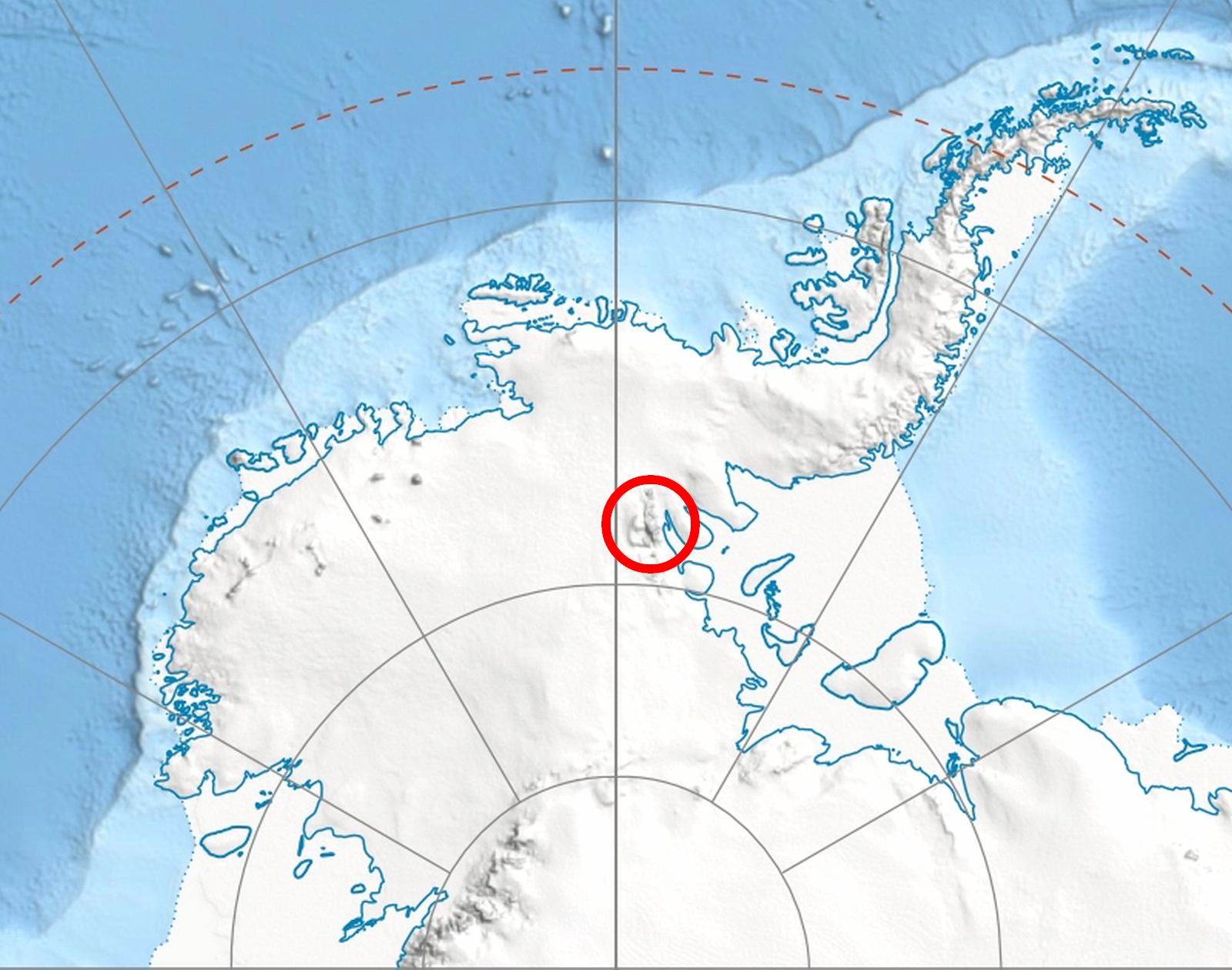

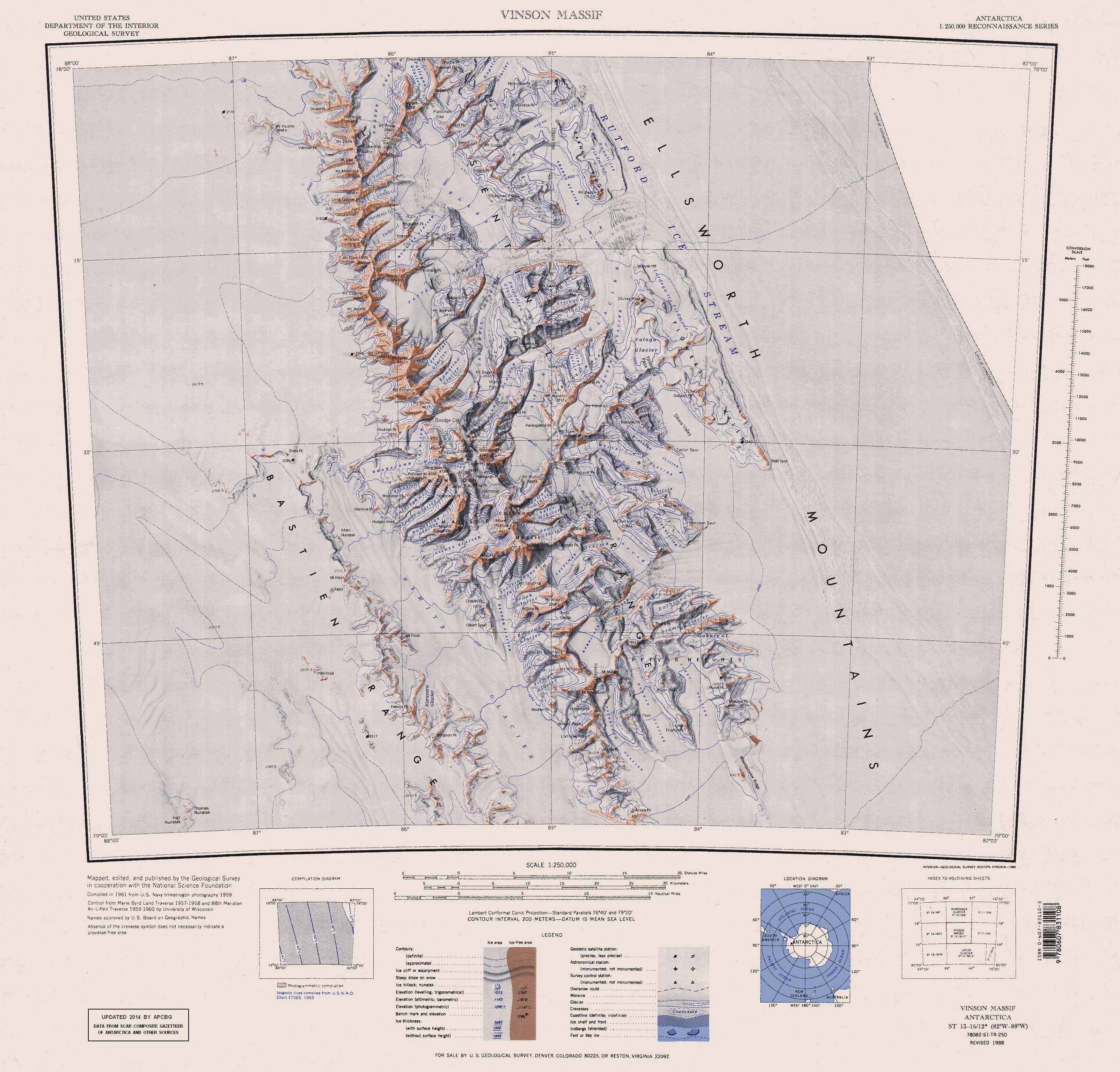

伯格森峰（英語：Bergison Peak）是南極洲的山峰，座標78°51′14.3″S 85°47′24″W，位於埃爾斯沃思地，屬於埃爾斯沃思山脈中巴斯蒂安山脈的一部分，海拔高度2,000米（6,560英尺），北面是卡拉蘇拉冰川，現時由南極條約體系管理。